# Синдром Дориана Грея
Синдро́м Дориа́на Гре́я (англ. Dorian Gray syndrome) — культ молодости, рассматривающий возможно более длительное сохранение образа жизни, в том числе в рамках особенностей, присущих юношескому или более молодому периоду жизни. Выражается в страхе перед физическим увяданием или старением. Компенсируется неоправданным использованием молодёжной атрибутики, выбором одежды в молодёжном стиле, в крайнем случае ведёт к злоупотреблению пластической хирургией и косметическими средствами. Иногда это расстройство заканчивается депрессиями и попытками самоубийства. Это психологическое состояние особенно распространено среди публичных личностей: кинозвёзд, артистов, певцов. Названо в честь главного персонажа романа Оскара Уайльда «Портрет Дориана Грея». Среди психологов нет единого мнения о том, является ли это состояние болезнью. Ассоциация американских психологов не включает это расстройство в число болезней.

## Симптомы
Основным симптомом данного синдрома являются острые переживания по поводу старения. Кожа теряет упругость, появляются морщины и первая седина. Вскоре данные переживания становятся сильнее и человек ищет различные и, порой, радикальные методы, чтобы оттянуть процесс старения и вернуть себе молодость.
Синдром наиболее распространён среди публичных личностей, таких как кинозвёзды, артисты, певцы.